# ロマンティックパンチ
ロマンティックパンチ（Romantic Punch）は、大韓民国4の人組ロックバンドで、2003年７月、クリスチャン インディーズバンド「WA★DISH」（Wash the Dishes)として活動を始め、2009年5月にバンド名を「ロマンティックパンチ」に改名した。
当初は5人組のバンドだったが、2015年3月9日のクラブサイトにおいて、産休中であった「パク・ハナ（ベース）がメンバー間での問題でメンバーを脱退することになった」と発表があった。詳細な理由は発表されていない。

様々なロックフェスティバルに出演しつつ、単独公演「Romantic Party」を定期的に開催し、確実にファンの数を増やし続けている。現在の公式クラブサイトの会員数は1万人を超える。

これまでにストリート公演を1000回以上行う等、韓国各地で勢力的にライブ活動を展開している。

所属事務所は「Queen Entertainment」。　2013年1月に「Kiss Entertainment」と日本でのマネジメント契約を締結したが日本での活動は殆ど無い。

## メンバー構成
- イニョク (本名：배인혁, 誕生日：6月9日) - ボーカル
- コンチ (本名：강호윤, 誕生日：11月30日) - ギター
- レイジ (本名：권영환, 誕生日：8月10日) - ギター
- トリッキー (本名：고용진, 誕生日：3月11日) - ドラム (2009年〜)

## ディスコグラフィ

### アルバム
- Midnight Cinderella (2010年)
- Glam Slam (2013年)

### ミニアルバム
- 日射しの明るい日（햇살 밝은 날） (2004年) - 「WA★DISH」時代に発売したアルバム
- Saturday Night (2006年2月28日) - 「WA★DISH」時代に発売したアルバム
- Romantic Punch (2009年)
- It's Yummy (2011年)
- Silent Night (2012年)

## 受賞履歴
- 2003年 - MBC 「大韓民国音楽祭」 アマチュア ロックコンサート 金賞
- 2009年 - EBS 「スペース共感」 8月の「ハロールーキー」 選定
- 2010年 - NAVER　今週の音盤　選定
- 2010年 - Mnet　公演の広場プロジェクト 今月のアーティスト 選定
- 2011年 - olle ミュージックインディアワード　今月のアーティスト 受賞
- 2011年 - KB国民カード　ロックフェスティバルコンテスト年末決選　大賞受賞
- 2012年 - KBS2TV「トップバンドシーズン2」準優勝
- 2013年 - Mnet「バンドの時代」決勝進出

## ライブ活動
- 2009年〜現在 - Romantic Punch単独公演 “Romantic Party”を50回以上開催
- 2009年〜現在 - ストリート公演回数 1000回以上
- 2009年 - 2009ペンタポートロックフェスティバル 参加
- 2010年 - 2010ジサンバレーロックフェスティバル 参加
- 2012年 - 2012ペンタポートロックフェスティバル 参加
- 2012年 - スーパーソニック2012 参加
- 2013年 - Green Plugged2013、ペンタポートロックフェスティバル 参加

その他様々なイベントに参加
- 日本では岡山（2013年）と東京（2012年、2013年）にライブ活動を行っている。

## 主なタイアップ
- 2009年 - SBS 「グリーンセーバー」 主題歌
- 2012年 - NARUTO SD ﾛｯｸ・ﾘｰの青春ﾌﾙﾊﾟﾜｰ忍伝　主題歌（※韓国での放送のみ）
- 2012年 - マビノキ OST
- 2012年 - tvnドラマ「隣のイケメン」OST「Ready-Merry-Go!」

## 主な出演番組
- 2009年 - EBS 「スペース共感」
- 2012年 - KBS 「トップバンドシーズン2」
- 2013年 - KBS 「7080コンサート」、Mnet「ユン・ドヒョンのMUST」
- 2014年 - MBC 「SHOW CHAMPION」